# Hanya Holm
Hanya Holm, pseudonimo di Johanna Eckert (Worms, 3 marzo 1893 – New York, 3 novembre 1992), è stata una danzatrice e coreografa tedesca naturalizzata statunitense, conosciuta come una delle "Big Four" fondatrici della danza moderna americana.

## Biografia

### Primi anni di vita, legame con Mary Wigman

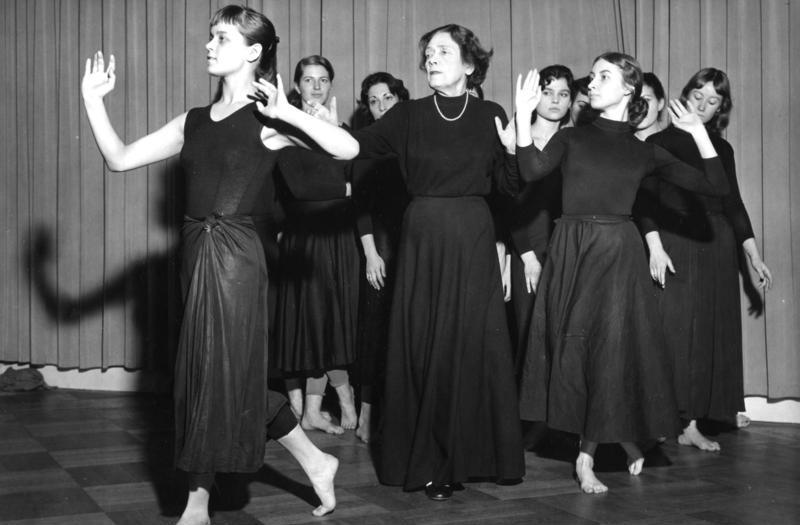
Mary Wigman Studio, Berlino 1959

Hanya Holm, nata come Johanna Eckert il 3 marzo 1893 a Worms (nella Renania-Palatinato, allora Impero tedesco), fu attratta dalla musica e dal teatro fin dalla tenera età. Frequentò l'Istituto di Ritmo Applicato Dalcroze di Francoforte e durante l'infanzia e la giovinezza studiò con Emile Jaques-Dalcroze.
All'età di 28 anni assistette a un'esibizione dell'espressionista tedesca Mary Wigman e decise di continuare la sua carriera di danzatrice presso la scuola di quest'ultima a Dresda, dove presto divenne un membro della compagnia. Le due donne stabilirono un forte legame fra di loro; si narra che durante l'Egyptian Dance, Wigman si sia resa conto del talento artistico di cui era dotata Holm, della sua volontà creativa e della sua capacità di tradurre in realtà una visione coreografica.
Wigman indirizzò Holm all'insegnamento, a co-dirigere la scuola di Dresda e, riconoscendo l'opportunità che l'apertura di una scuola a New York avrebbe potuto offrire al mondo della danza, spinse Holm ad aprire una filiale a New York nel settembre del 1931. I primi documenti di certificazione di questo accordo tra le due donne furono ritrovati nella casa di Holm, dopo la sua morte, e pubblicati su Dance, Business, and Politics: Letters from Mary Wigman to Hanya Holm. In queste lettere, in cui, fra l'altro, veniva stabilito il suo stipendio, Holm si sarebbe assicurata che il figlio Klaus, rimasto in Germania, ricevesse un sostegno economico; nel documento, firmato da entrambe le parti, la ballerina tedesca prometteva di "impegnarsi con tutte le sue forze per l'avanzamento della New York Wigman School e di condurre il lavoro secondo le idee di Mary Wigman", facendo in modo che la filosofia della danza di quest'ultima venisse rispettata fedelmente "sia all'interno che all'esterno della New York Wigman School".

### Hanya Holm Studio e Hanya Holm Dance Company

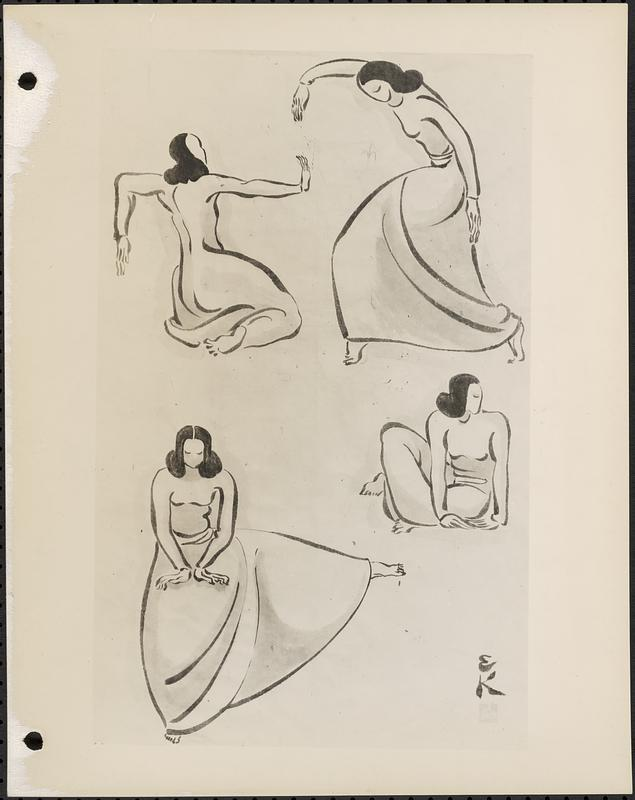
Erica Karawina, Hanya Holm dancers, "Etudes"

Holm non solo fu in grado di raccogliere la sfida di rappresentare il nome Wigman e la sua filosofia d'insegnamento, ma contribuì anche a sviluppare la scuola e darle un'impronta tutta sua. A causa dell'ascesa del nazismo si rese necessario allontanarla da ogni legame con la Germania, e pertanto divenne nota come Hanya Holm Studio (1936-1967).
Holm fondò inoltre nel 1936 una sua compagnia di danza, che annoverò tra i ballerini Keith Coppage, Carolyn Durand, Marva Jaffay, Mimi Kagan, Louise Kloepper, Henrietta Greenhood (più tardi conosciuta come Eve Gentry), Ruth Ledoux, Lydia Tarnower, Bernice Van Gelder, Elizabeth Waters, Oliver Kosock, Gretchen Phillips e Lucretia Wilson.
Il suo debutto negli Stati Uniti avvenne nel 1937 con Trend.

### Tecnica e coreografia
Holm aveva una personale tecnica che avrebbe plasmato generazioni di ballerini e coreografi, tra cui Alwin Nikolais, Mary Anthony, Valerie Bettis, Don Redlich, Alfred Brooks, Liz Aggiss e Glen Tetley.
Il suo stile enfatizzava la libertà e la fluidità del busto e della schiena; l'insegnamento si basava sull'improvvisazione, quindi non esisteva un vocabolario o un fraseggio specifico del movimento da seguire durante le lezioni: il suo obiettivo era l'apprendimento attraverso la scoperta.
Coreograficamente il movimento si concentrava sulla relazione del corpo con lo spazio e l'emozione, un'estensione del pensiero di Wigman e di Rudolf Laban. L'idea stilistica di Holm riguardava la "danza assoluta", senza pantomima o sfumature drammatiche. L'attenzione a trasmettere un'idea nella sua coreografia era più importante dell'abilità tecnica dei ballerini. Holm sosteneva: "Voglio vedere un segno di passione. Voglio vedere il materiale grezzo che fatica ad esprimersi. Un'opera deve avere sangue".
Invitata dalla direttrice di danza Martha Hill, Holm fu una degli artisti fondatori del Bennington College nel 1934 insieme a Martha Graham, Charles Weidman e Doris Humphrey, che sarebbero diventati alcuni dei ballerini moderni più influenti del loro tempo: "The Big Four ". L'American Dance Festival (ADF) ebbe origine dal Bennington College, dove i ballerini di danza moderna ebbero la possibilità di riunirsi per prendere lezioni e per presentare nuovi lavori. La prima grande opera di Holm, Trend, (1937) univa Ausdruckstanz e tecniche americane.
Nel 1941 avviò un centro di danza a Colorado Springs dove tenne corsi estivi e perfezionò la sua tecnica di esplorazione creativa.
Nel 1948 coreografò per Broadway Ballet Ballads e Kiss Me, Kate, dai quali scaturirono altri dodici musical. L'opera di danza di Holm Metropolitan Daily è stata la prima composizione di danza moderna ad essere trasmessa dalla NBC, e le sue coreografie, codificate con il sistema Labanotation, create per Kiss Me, Kate (1948) sono state le prime ad essere protette da copyright negli Stati Uniti. Coreografò anche Out of This World (1950), My Darlin 'Aida (1952), The Golden Apple (1954), My Fair Lady (1956), Camelot (1960) e Anya (1965). Diresse uno degli adattamenti musicali televisivi degli anni '60 di Pinocchio. Realizzò coreografie sia nel campo della danza da concerto che in quello del teatro musicale. Altre opere di Holm sono: Tragic Exodus, They Too Are Exiles, Dance Of Work and Play e Dance Sonata.

### Insegnante di danza
L'approccio di Hanya Holm all'insegnamento consisteva nel far emergere le singole individualità e dare loro la libertà di esprimersi ed esplorare. Era solita dire ai suoi studenti: "Avete tutto il diritto di sperimentare, se avete in voi della sostanza, se scoprite la vostra ricchezza, se avete qualcosa da dire". La filosofia dell'insegnamento di Holm era ricercare l'essenza della danza e capire da dove provenisse il movimento del corpo, perché si percepisse una risposta naturale nel corpo del ballerino.
Con i suoi studenti era molto severa, perché riteneva che solo impegnandosi duramente avrebbero potuto arrivare al risultato desiderato. Dotata di un forte senso di osservazione, aveva la capacità di spiegare utilizzando immagini elaborate e analogie. Usava le sue lezioni di tecnica come preparazione per le sue lezioni di improvvisazione e composizione, dalle quali ricavava gran parte delle sue coreografie.
Insegnò al Colorado College, al Mills College, all'Università del Wisconsin, alla Alwin Nikolais School, e diresse il dipartimento di danza della Musical Theatre Academy di New York. Dopo il 1997 insegnò alla Juilliard School a New York, diretta da Martha Hill. Nel 1988 Dance Horizons pubblicò un documentario sulla sua vita, Hanya: Portrait of a Pioneer, narrato da Julie Andrews e Alfred Drake, e con interviste a Holm, Nikolais, Murray Louis e altri.

### Famiglia e morte
Holm morì a New York il 3 novembre 1992, all'età di 99 anni, a causa di una polmonite.
È stata sepolta ad Hanover Township (nella Contea di Luzerne, in Pennsylvania) con il figlio Klaus Holm, un tecnico delle luci di Broadway. Era divorziata da Reinhold Martin Kuntze, uno scultore tedesco.

## Riconoscimenti
Nel 1976 Holm fu premiata dalla National Dance Association con l'Heritage Award per i suoi contributi all'insegnamento della danza. Fu inserita nel National Museum of Dance's Mr. & Mrs. Cornelius Vanderbilt Whitney Hall of Fame nel 1988.